# 包商銀行
包商銀行（バオシャンぎんこう）は、中国の内モンゴル自治区包頭市の都市商業銀行。包頭市商業銀行として1998年12月16日設立。略称はBSB。
包商銀行は2018年度中公表するはずの2017年度の財務諸表を公表せず、財務上の問題を抱えていたと報道されていたが、2019年5月24日、中国人民銀行と中国銀行保険監督管理委員会は包商銀行で信用リスクが起きたため、2020年5月23日までの1年間の期限付きで公的管理下に置くと発表し、実質国有化された。これは、中国の銀行としては18年ぶりの措置としている。その後、遼寧省錦州市の錦州銀行、山東省済南市の恒豊銀行も相次いで公的管理下に置かれている。

## 出展
1. ↑  木内登英 "浮上する中国での地方銀行の破綻懸念" 野村総合研究所 2019年6月11日
2. ↑  梅澤利文 "中国人民銀、包商銀行を公的管理に" 幻冬舎ゴールドオンライン 2019年6月3日
3. ↑  "关于接管包商银行股份有限公司的公告" (ウィキソース中国語版) 中国人民銀行 中国銀行保険監督管理委員 2019年5月24日